# Bietlenheim
Bietlenheim ist eine französische Gemeinde mit 308 Einwohnern (Stand 1. Januar 2021) im elsässischen Département Bas-Rhin in der Region Grand Est (bis 2015 Elsass). Sie gehört zum Kanton Brumath und zum Gemeindeverband Basse Zorn. Am 1. Januar 2015 wechselte Bietlenheim vom Arrondissement Strasbourg-Campagne zum Arrondissement Haguenau-Wissembourg.

## Geografie
Bietlenheim liegt auf einer mittleren Höhe von 151 m. Das Gemeindegebiet hat eine Fläche von 2,13 Quadratkilometern. Bietlenheim liegt elf Kilometer südlich von Haguenau. Die Gemeinde ist umgeben von den Nachbargemeinden Weyersheim, Geudertheim und Vendenheim. Die Zorn durchfließt das südliche Gemeindegebiet. Durch die Nähe der Zorn besteht das Risiko von Überschwemmungen. Die letzten Überschwemmungen ereigneten sich während des Orkans „Lothar“ im Dezember 1999.

## Geschichte
Wappenbeschreibung: In Silber ein gestürzter roter Sparren.

### Frühes Mittelalter
Nègre schreibt in seiner Toponymie générale de la France („Allgemeine Ortsnamenskunde Frankreichs“), dass der Ortsname aus dem germanischen Namen Betilo und der Ortsnamensendung -heim zusammengesetzt sei. Das deutet darauf hin, dass Bietlenheim zur Zeit der fränkischen Landnahme gegründet worden ist.

### Hohes Mittelalter
Bietlenheim gehörte zu einer Reihe von Besitzungen, die die Grafen von Ötingen 1332 an die Herren von Lichtenberg verkauften. Seit dieser Zeit gehörte das Dorf zur Herrschaft Lichtenberg und dort zum Amt Brumath. Es war ein Lehen des Bischofs von Straßburg. Die Herren von Lichtenberg wurden 1364 erstmals damit belehnt, zunächst in Gemeinschaft mit denen von Geroldseck, nach deren Aussterben waren sie die alleinigen Lehensnehmer. Die Mühle von Bietlenheim war aber allodialer Besitz der Herren von Lichtenberg.
1440 wurde eine der Auseinandersetzungen zwischen Jakob von Lichtenberg und seinem Bruder, Ludwig V. von Lichtenberg (* 1417; † 1474), durch eine Realteilung der Herrschaft zu beenden versucht. Das Amt Brumath erhielt dabei Ludwig V.
Anna von Lichtenberg (* 1442; † 1474), eine der beiden Erbtöchter Ludwig V., heiratete 1458 den Grafen Philipp I. den Älteren von Hanau-Babenhausen (* 1417; † 1480), der eine kleine Sekundogenitur aus dem Bestand der Grafschaft Hanau erhalten hatte, um sie heiraten zu können. Durch die Heirat entstand die Grafschaft Hanau-Lichtenberg. Nach dem Tod des letzten Lichtenbergers, Graf Jakob, eines Onkels von Anna, erhielt Philipp I. d. Ä. 1480 die Hälfte der Herrschaft Lichtenberg, die andere Hälfte gelangte an seinen Schwager, Simon IV. Wecker von Zweibrücken-Bitsch. Das Amt Brumath wurde dabei zunächst ein Kondominat zwischen Hanau-Lichtenberg und Zweibrücken-Bitsch. Unter der Regierung des Grafen Philipp III. von Hanau-Lichtenberg kam es dann zu einer Realteilung: Brumath kam ganz zu Zweibrücken-Bitsch. Dagegen gelangte das Amt Willstätt, das ebenfalls aus dem Lichtenberger Erbe stammte und ein Kondominat zwischen beiden Häusern war, ganz zur Grafschaft Hanau-Lichtenberg.

### Frühe Neuzeit
Allerdings kam es 1570 zu einem weiteren Erbfall, der auch das Amt Brumath und damit das Dorf Bietlenheim zur Grafschaft Hanau-Lichtenberg brachte: Graf Jakob von Zweibrücken-Bitsch (* 1510; † 1570) und sein schon 1540 verstorbener Bruder Simon V. Wecker hinterließen nur jeweils eine Tochter als Erbin. Die Tochter des Grafen Jakob, Margarethe (* 1540; † 1569), war mit Philipp V. von Hanau-Lichtenberg (* 1541; † 1599) verheiratet. Zu dem sich aus dieser Konstellation ergebenden Erbe zählte auch die zweite, nicht bereits durch Hanau-Lichtenberg regierte, Hälfte der ehemaligen Herrschaft Lichtenberg und darin auch das Amt Brumath mit Bietlenheim. 1570 wurde durch den regierenden Grafen von Hanau-Lichtenberg auch in Bietlenheim die Reformation durchgeführt und zwar in der lutherischen Variante.
Durch die Reunionspolitik Frankreichs fiel 1680 auch das Amt Brumath und das Dorf Bietlenheim unter französische Oberhoheit.
1736 starb mit Graf Johann Reinhard III. der letzte männliche Vertreter des Hauses Hanau. Aufgrund der Ehe seiner einzigen Tochter, Charlotte (* 1700; † 1726), mit dem Erbprinzen Ludwig (VIII.) (* 1691; † 1768) von Hessen-Darmstadt erbte dieser die Grafschaft Hanau-Lichtenberg.

### Neuzeit
Im Zuge der Französischen Revolution fiel dann der linksrheinische Teil der Grafschaft Hanau-Lichtenberg – und damit auch Bietlenheim – an Frankreich. 1793 erhielt Bietlenheim als Biettenheim den Status einer Gemeinde und 1801 das Recht auf kommunale Selbstverwaltung. 1871 wurde die Gemeinde wegen Gebietsveränderungen durch den Verlauf des Deutsch-Französischen Kriegs (1870–1871) in das neu geschaffene Reichsland Elsaß-Lothringen des Deutschen Reiches eingegliedert. Das Reichsland Elsaß-Lothringen bestand bis zum Ende des Ersten Weltkriegs (1914–1918) und wurde danach aufgelöst. Bietlenheim gehörte daraufhin wieder zu Frankreich.

### Bevölkerungsentwicklung
| Jahr      | 1798 | 1962 | 1968 | 1975 | 1982 | 1990 | 1999 | 2004 | 2017 |
| --------- | ---- | ---- | ---- | ---- | ---- | ---- | ---- | ---- | ---- |
| Einwohner | 167  | 142  | 155  | 182  | 208  | 260  | 279  | 272  | 277  |

## Sehenswürdigkeiten

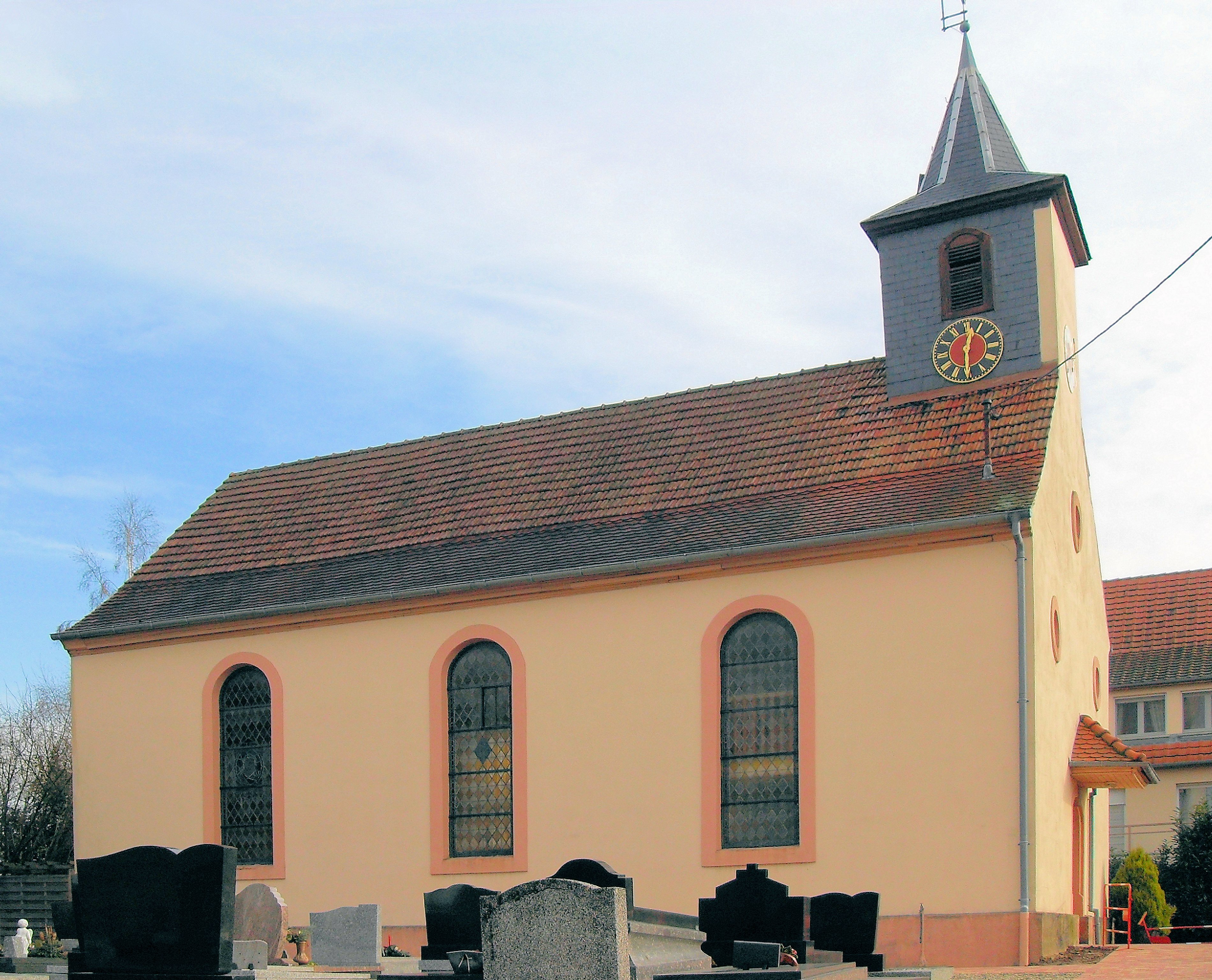
Kapelle St. Arbogast

Die Kapelle Saint-Arbogast wurde 1835 erbaut. Sie dient heute den Protestanten als Gotteshaus. Eine ursprüngliche Kapelle am gleichen Ort wurde allerdings schon 1371 urkundlich erwähnt. In den Jahren 1962 und 1963 wurde das Gebäude restauriert.